# Sudatorium

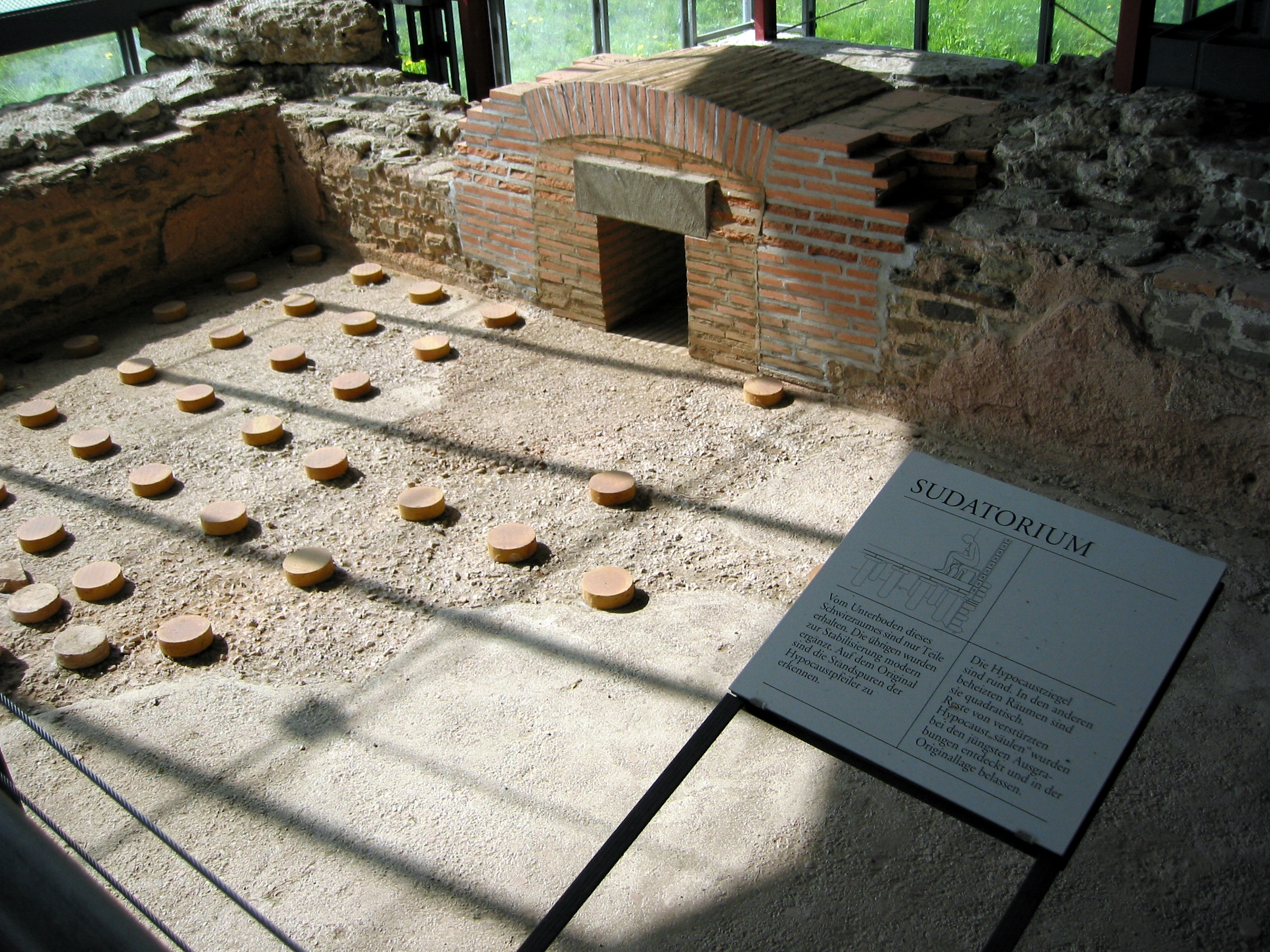
Sudatorium romain à Xanten (Allemagne).

Le sudatorium (du latin sudare, « suer ») était dans les habitations romaines une petite salle où la température était très élevée et où l'on venait pour transpirer, comparable au hammam actuel (étuve humide). Il y avait un sudatorium dans les thermes romains, mais aussi un laconicum ou laconium (étuve sèche), comparable au sauna de notre époque.
La salle était parfois « surmontée d'une coupole à ouverture circulaire, fermée par un disque de bronze suspendu par des chaînes. Le baigneur réglait la chaleur en approchant ou en éloignant le disque de l'ouverture ».